# サラダボウル (漫画)
『サラダボウル』は、きぃやんによる日本の漫画作品。一迅社の『コミック百合姫』2018年12月号から2019年11月号まで連載されていた。
トレーラーハウスで世界を旅する3人組の女子と、旅路で出会った不思議な幼女が織りなすトレーラーストーリー作品である。

## あらすじ
2年前に起こった株価の大暴落によって恐慌の嵐が吹き荒れる中、ビヒタ、アバン、ユタの3人は、巨大なトレーラーハウス「サウナ」で共同生活をしながら世界を旅していた。
ある日、いつものように「警労団」の追っ手を巻きつつ買い出しから戻ると、サウナに見知らぬ幼女・マナが侵入していた。マナの目的は、おとぎ話にしか存在しない国「ルオネラ」に行き、母親と再会すること。ルオネラがどこにあるのか調べるため、遠く離れた地にある「ベオ国立図書館」を目指すことにした4人の、波瀾万丈の旅が幕を開ける。

## 登場人物

### 「サウナ」の仲間
ビヒタ・マッカラン
サウナで共同生活を送っている少女。普段はサウナに備え付けられた無線器で、無線通信の中継をして生計を立てている。
もともとは両親と姉の4人暮らしだったが、経済の混乱によって一家は離散しており、両親も既に亡くしている。
女の子によくモテる性格であり、時折、買い出しのために立ち寄った町で女の子と一夜を共にすることがある。
マナ・テラ
サウナに迷い込んできた幼女。はぐれてしまった両親を追い求めて、架空の国であるルオネラを目指している。
町で見かけたビヒタに懐いており、サウナの居候中もビヒタと行動を共にしている。
好奇心が旺盛で、お湯を沸かすときの汽笛吹鳴に興奮したり、ビヒタが無線通信で使うモールス信号を覚えたりしている。
アバン
サウナで共同生活を送っている少女。言葉遣いは悪いが面倒見は良い性格をしている。
温泉と機械に目が無く、機械好きが高じてサウナの操縦も行うが、時折運転が荒いときがある。
ユタ
サウナで共同生活を送っている少女。ビヒタ、アバンより少し年上であり、おしゃれに目が無く散財癖がある。
毎朝歌うことを日課としており、将来は自分の歌声を多くの人に届ける夢をもっている。

### アックス・ナブ
スオラ
かつての温泉地である「アックス・ナブ」に暮らす少女。村の経営方針を巡る対立から、先住の民を追い出した民族の子孫。
森の奥で一人で暮らすピプリに恋をしており、毎日パンを届けるなど、村で唯一ピプリと交流している人物である。
ピプリ
「アックス・ナブ」の森の奥で暮らす少女。村の経営方針を巡る対立で、村から追い出された先住の民の一人であり、温泉の機械の鍵を保有している。
自身のアトリエでスオラの絵を描くなど、彼女とは両想いだが、引っ込み思案な性格のためあと一歩が踏み出せずにいる。

### 警労団
バティスタ・マッカラン
ビヒタの姉。町の治安組織である「警労団」の分団長を務める。
一家離散によって、自分と母親を見捨てたビヒタに対する負の感情を抱いている。
ニカ
警労団の班長。バティスタを慕っており、町の治安を守るため、ビヒタたち「ジプシー」の検挙に努めている。
サウナを追いかけるあまり車ごと崖から転落したり、暴走したサウナに吹き飛ばされそうになったりと、ビヒタらの検挙に難儀している。
ミケ
警労団の団員。ニカと行動を共にしている。
ビヒタらの検挙には相当振り回されており、ニカとともに色々と災難にあっている。

## 書誌情報
- きぃやん 『サラダボウル』 一迅社〈百合姫コミックス〉、全2巻
  1. 2019年4月18日発売[4]、ISBN 978-4-7580-7928-0
  2. 2019年11月18日発売[2]、ISBN 978-4-7580-7992-1